# Guido Bernardi (politico 1923)
Guido Bernardi (Sezze, 19 ottobre 1923 – 26 gennaio 1995) è stato un politico italiano. Fu membro della Camera dei deputati per cinque legislature e del Senato della Repubblica nella X Legislatura.

## Biografia
Iscritto alla Democrazia Cristiana, dal 1964 al 1967 fu sindaco di Latina. Nel 1968 fu eletto per la prima volta alla Camera, venendo poi confermato ininterrottamente nelle successive elezioni, rimanendo a Montecitorio fino al 1987. In tale anno fu eletto al Senato, dove rimase fino al 1992.
Muore nel gennaio 1995 all'età di 71 anni.